# Crepidomenus memnonius
Crepidomenus memnonius là một loài bọ cánh cứng trong họ Elateridae. Loài này được Calder miêu tả khoa học năm 1986.